# Лавочкин Ла-15
Лавочкин Ла-15 (шифра производа Фабрике 21 Изделиие 52 ,USAF извештајно име Type 21 ,NATO извештајно име Fantail), био је рани совјетски млазни ловац и савременик МиГ-15. 

## Дизајн и развој
Лавочкин је произвео линију ловаца на погон у Другом светском рату. Лавочкин Ла-150 био је његов први одговор на наруџбу из 1945. да се направи млазни ловац са једним седиштем користећи један немачки турбомлазни авион Јункерс Јумо 004 из Ме 262 . Лавочкин Ла-152 који је полетео у децембру 1946. померио је мотор на предњи део носа, што је смањило губитак потиска. Лавочкин Ла -160 је био први совјетски ловац који је применио закретна крила и полетео је у јуну 1947.
Лавочкин Ла-168 је први пут полетео 22. априла 1948. Дизајниран је да користи нови турбомлазни авион базиран на Ролс-Ројс Ненеу као одговор на захтев из 1946. за напредни млазни ловац са закретним крилима способан за транссоничне перформансе. Мотор је био постављен иза пилота, али са високо постављеним крилом и Т репом у поређењу са сличним МиГ-15.
Ла-15 који је достигао масовну производњу био је резултат серије развојних авиона која је почела са бомбардером Аирцрафт 150 1945. године и кулминирала у авиону 176, касније 1948. Ови авиони су дизајнирани за британске моторе, Ролс-Ројс Дервент В и Ролс-Ројс Нене, купљен од стране Совјета 1947. године, а затим копиран као Климов РД-500 и Климов РД-45 . Авион 174 на Дервентов погон је дизајниран као резерва за главни програм, авион 168 на Нене, у случају да Британци не испоруче снажније Нене моторе са накнадним сагоревањем (које нису успели да испоруче). Први прототип авиона 174 полетео је само 9 дана након његовог колеге Микојан-Гуревич И-310 , 8. јануара 1948. Први прототип је међутим изгубљен 11. маја 1948. због вибрација. Испитивања су настављена са побољшаним другим прототипом, означеним као авион 174Д, који је био подвргнут државним пријемним испитивањима од августа до 25. септембра 1948. У поређењу са МиГ-15 са погоном Нене имао је скоро исту максималну брзину и бољу управљивост, уз нешто смањену брзину пењања. Овај тип је наручен за производњу у септембру 1948. године, чак и док је авион 174Д био на летним испитивањима, и добио је званичну ознаку Ла-15 у априлу 1949. 
Ла-15 је имао труп налик бурету, закривљена крила постављена на раменима са 6 степени анхедра, и стабилизаторе постављене високо на перају, скоро као Т-реп. Био је популаран међу пилотима због лаког руковања и поузданости, а његов кокпит под притиском је био предност на великој висини. Ипак, званични ентузијазам за Ла-15 је био благи, углавном зато што је био сложен дизајн који је захтевао компликовану и скупу производну алатку. Изграђено је само 235 Ла-15, који су служили у саставу совјетског ратног ваздухопловства до 1953. 

## Оперативна историја
Ла-15 је оперативно тестирао 192. ловачко крило, са седиштем у Кубинки од 19. марта 1949. године, и почео је да се појављује у првим борбеним јединицама касније исте године. Представљање је пропраћено бројним несрећама, али конкурентски дизајн МиГ-15 је прошао нешто боље. Међутим, иако је Ла-15 имао низ техничких предности у односу на МиГ-15, комбинација лакше производње и нижих трошкова довела је до фаворизовања МиГ-15. Совјетске власти су одлучиле да произведу само један ловац, а изабрале су МиГ-15бис. Преостали Ла-15 у употреби су разоружани до 1953. године, а њихови мотори су поново коришћени на ракети ваздух-земља КС-1 Комет . Авион је потрошен као мете на разним тестовима нуклеарне бомбе.

## Варијанте
Авион 174
Ролс-Ројс Дервент је покретао први прототип Ла-15. Срушио се због структурних вибрација изазваних симпатичним резонантним фреквенцијама репа и задњег дела трупа.
Авион 174Д
Други прототип са модификацијама које су показале да су потребне на тестовима летења авиона 174.
Авион 180
Верзија за обуку са два седишта је такође развијена као авион 180 и требало је да буде пуштена у производњу као УТИ Ла-15 или Ла-15УТИ , али пошто је званични интерес за Ла-15 опао, тренажер је отказан пре него што је почела масовна производња и направљена су само два.

## Спецификације (Ла-15)
Опште карактеристике
- Посада: 1
- Дужина: 9,563 м (31 фт 4,5 ин)
- Распон крила: 8,83 м (28 стопа 11,7 ин)
- Висина: 3,8 м (12 фт 5 ин)
- Површина крила: 16,167 м 2 (174,02 ск фт)
- Празна тежина: 2.575 кг (5.677 лб)
- Бруто тежина: 3.850 кг (8.488 лб)
- Капацитет горива: 1.060 л (233,2 Имп Гал)
- Погон: 1 × Климов РД-500 турбомлазни центрифугални компресор, потисак 15,59 кН (3,500 лбф)

Перформансе
- Максимална брзина: 1.007 км/х (626 мпх, 544 кн) на 8.000 м (26.350 стопа)
- Домет: 1.145 км (711 ми, 618 нми) на 10.000 м (32.810 стопа)
- Радни плафон: 13.500 м (44.300 фт) при номиналној снази - склон порасту при војној снази изнад 8.000 м (26.250 стопа)
- Брзина пењања: 31,7 м/с (6,240 фт/мин)
- Време до висине:5.000 м (16.400 стопа) за 3,1 мин, 10,000м (32,180фт) за 9 мин
- Оптерећење крила: 238 кг/м 2 (49 лб/ск фт)
- Потисак/тежина : 0,42

Наоружавање
- Оружје: 3*23мм топ Нуделман-Суранов НС-23 са 100 метака по пиштољу